# Estoril Open 2024
Estoril Open 2024, oficiálně Millennium Estoril Open 2024, byl tenisový turnaj na mužském profesionálním okruhu ATP Tour, hraný v areálu Clube de Ténis do Estoril. Devátý ročník Estoril Open probíhal mezi 1. a 7. dubnem 2024 v portugalském přímořském letovisku Cascais na antukových dvorcích.
Turnaj dotovaný 651 865 eury patřil do kategorie ATP Tour 250. Nejvýše nasazeným singlistou se opět stal osmý tenista světa a obhájce trofeje Casper Ruud z Norska, který vypadl v semifinále s Pedrem Martínezem. Jako poslední přímý účastník do dvouhry nastoupil rakouský 91. hráč žebříčku Dominic Thiem. V důsledku invaze Ruska na Ukrajinu na konci února 2022 řídící organizace tenisu ATP, WTA a ITF s grandslamy rozhodly, že ruští a běloruští tenisté mohli dále na okruzích startovat, ale do odvolání nikoli pod vlajkami Ruska a Běloruska.
Osmý singlový titul na okruhu ATP Tour, pátý v kategorii ATP 250 a první na antuce vybojoval 27letý Hubert Hurkacz. Stal se tak prvním polským vítězem antukového turnaje ve dvouhře na nejvyšším mužském okruhu od Fibakova triumfu na Gstaad Open 1981. Čtyřhru ovládli Ekvádorec Gonzalo Escobar s Kazachstáncem Oleksandrem Nedověsovem, kteří získali třetí společnou trofej.

## Rozdělení bodů a finančních odměn

### Rozdělení bodů
| Soutěž  | Soutěž      | vítězové | finalisté | semifinalisté | čtvrtfinalisté | 16 v kole | 32 v kole | Q  | Q2 | Q1 |
| ------- | ----------- | -------- | --------- | ------------- | -------------- | --------- | --------- | -- | -- | -- |
| dvouhra | [ 2 ] [ 7 ] | 250      | 165       | 100           | 50             | 25        | 0         | 13 | 7  | 0  |
| čtyřhra | [ 8 ]       | 250      | 150       | 90            | 45             | 0         | —         | —  | —  | —  |

### Finanční odměny
| Soutěž                                | Soutěž      | vítězové | finalisté | semifinalisté | čtvrtfinalisté | 16 v kole | 32 v kole | Q2      | Q1      |
| ------------------------------------- | ----------- | -------- | --------- | ------------- | -------------- | --------- | --------- | ------- | ------- |
| dvouhra                               | [ 2 ] [ 7 ] | 88 125 € | 51 400 €  | 30 220 €      | 17 510 €       | 10 165 €  | 6 215 €   | 3 105 € | 1 695 € |
| čtyřhra                               | [ 8 ]       | 30 610 € | 16 380 €  | 9 600 €       | 5 370 €        | 3 160 €   | —         | —       | —       |
| částka ve čtyřhrách je uvedena na pár |             |          |           |               |                |           |           |         |         |

## Mužská dvouhra

### Nasazení
| Stát                           | Hráč                        | ATP | Nasazení |
| ------------------------------ | --------------------------- | --- | -------- |
| Norsko                         | Casper Ruud                 | 8.  | 1.       |
| Polsko                         | Hubert Hurkacz              | 9.  | 2.       |
| Itálie                         | Lorenzo Musetti             | 24. | 3.       |
| Španělsko                      | Alejandro Davidovich Fokina | 28. | 4.       |
| Francie                        | Arthur Fils                 | 37. | 5.       |
| Srbsko                         | Miomir Kecmanović           | 46. | 6.       |
| Francie                        | Gaël Monfils                | 47. | 7.       |
| Německo                        | Dominik Koepfer             | 50. | 8.       |
| Žebříček ATP k 18. březnu 2024 |                             |     |          |

### Jiné formy účasti
Následující hráči obdrželi divokou kartu do hlavní soutěže:
- João Fonseca
- Henrique Rocha
- João Sousa

Následující hráči postoupili z kvalifikace:
- Jan Choinski
- Jaime Faria
- Pablo Llamas Ruiz
- Lucas Pouille

Následující hráči postoupili z kvalifikace jako šťastní poražení:
- Richard Gasquet
- David Jordà Sanchis

### Odhlášení
před zahájením turnaje
- Arthur Cazaux → nahradil jej  Maximilian Marterer
- Alejandro Davidovich Fokina → nahradil jej  Richard Gasquet
- Constant Lestienne → nahradil jej  David Jordà Sanchis

## Mužská čtyřhra

### Nasazení
| Stát                                                                                    | Hráč            | Stát       | Hráč                | ATP  | Nasazení |
| --------------------------------------------------------------------------------------- | --------------- | ---------- | ------------------- | ---- | -------- |
| Belgie                                                                                  | Sander Gillé    | Belgie     | Joran Vliegen       | 56.  | 1.       |
| Francie                                                                                 | Sadio Doumbia   | Francie    | Fabien Reboul       | 63.  | 2.       |
| Uruguay                                                                                 | Ariel Behar     | Česko      | Adam Pavlásek       | 80.  | 3.       |
| Ekvádor                                                                                 | Gonzalo Escobar | Kazachstán | Oleksandr Nedověsov | 104. | 4.       |
| Žebříček ATP k 18. březnu 2024; číslo je součtem žebříčkového postavení obou členů páru |                 |            |                     |      |          |

### Jiné formy účasti
Následující páry obdržely divokou kartu do hlavní soutěže:
- Jaime Faria /  Henrique Rocha
- João Fonseca /  João Sousa

### Odhlášení
před zahájením turnaje
- Marcelo Demoliner /  Marcelo Melo → nahradili je  Marcelo Demoliner /  Sem Verbeek
- Nicolas Mahut /  Édouard Roger-Vasselin → nahradili je  Pedro Cachín /  Pedro Martínez
- Lorenzo Musetti /  Andrea Pellegrino → nahradili je  Dan Added /  Grégoire Jacq

## Přehled finále

### Mužská dvouhra
- Hubert Hurkacz vs.  Pedro Martínez, 6–3, 6–4

### Mužská čtyřhra
- Gonzalo Escobar /  Oleksandr Nedověsov vs.  Sadio Doumbia /  Fabien Reboul, 7–5, 6–2